# EHF Challenge Cup der Frauen 2014/15
Am EHF Challenge Cup 2014/15 nahmen 31 Handball-Vereinsmannschaften teil, die sich in der vorangegangenen Saison in ihren Heimatländern für den Wettbewerb qualifiziert haben. Die 15. Austragung des Challenge Cups gewann der französische Verein Union Mios Biganos-Bègles. Die Pokalspiele begannen am 14. Oktober 2014. Der Titelverteidiger war die schwedische Mannschaft H 65 Höör.

## Runde 3
Es nehmen 30 Mannschaften teil.
Die Auslosung der 3. Runde fand am 22. Juli 2014 statt. Die Hinspiele finden am 14./15./16. November 2014 statt, die Rückspiele am 22./23. November 2014.

### Qualifizierte Teams
| - ABU Baku - ŽRK Goražde - Horodnitschanka Hrodna - ŽRK Zelina - ŽRK Trešnjevka - DHC Sokol Poruba - Helsingfors IFK - Union Mios Biganos-Bègles - Thames Handball Club - A.C. Loyx Patras - Amyntas Amyntaiou - GAS Megas Alexandros Giannitson - Fram Reykjavík - H.C. Holon - KHF Kosova | - Schuler Afbouwgroep DOS - Virto/Quintus - Energa AZS Koszalin - SPR Pogoń Baltica Szczecin - Colégio de Gaia - JAC Alcanena - Juve Lis - ŽRK Knjaz Miloš - ŽRK Crvena Zvezda - ŽRK Naisa Niš - DHB Rotweiss Thun - Yellow Winterthur - Ardeşen GSK - Izmir BSB SK - HK Halytschanka Lwiw |

### Ausgeloste Spiele und Ergebnisse
| Mannschaft 1                                                    | Mannschaft 2                                        | Hinspiel             | Rückspiel            | Gesamt  |
| --------------------------------------------------------------- | --------------------------------------------------- | -------------------- | -------------------- | ------- |
| ŽRK Naisa Niš Teodora Zdravković, Hristina Nedeljković je 10    | Thames Handball Club Maria Kourdoulos 19            | 15.11.2014 18:00 Uhr | 16.11.2014 10:30 Uhr | 74 : 40 |
| ŽRK Naisa Niš Teodora Zdravković, Hristina Nedeljković je 10    | Thames Handball Club Maria Kourdoulos 19            | 37 : 20 (20 : 07)    | 37 : 20 (20 : 08)    | 74 : 40 |
| ŽRK Naisa Niš Teodora Zdravković, Hristina Nedeljković je 10    | Thames Handball Club Maria Kourdoulos 19            | 500 Zuschauer        | 200 Zuschauer        | 74 : 40 |
| Ardeşen GSK Aslı İskit 22                                       | Energa AZS Koszalin Karolina Kalska 16              | 22.11.2014 16:00 Uhr | 23.11.2014 16:00 Uhr | 65 : 58 |
| Ardeşen GSK Aslı İskit 22                                       | Energa AZS Koszalin Karolina Kalska 16              | 34 : 27 (14 : 15)    | 31 : 31 (13 : 19)    | 65 : 58 |
| Ardeşen GSK Aslı İskit 22                                       | Energa AZS Koszalin Karolina Kalska 16              | 2.000 Zuschauer      | 2.500 Zuschauer      | 65 : 58 |
| A.C. Loyx Patras Maria Chatziparasidou 10                       | Colégio de Gaia Vanessa Silva 11                    | 14.11.2014 17:45 Uhr | 15.11.2014 17:45 Uhr | 33 : 45 |
| A.C. Loyx Patras Maria Chatziparasidou 10                       | Colégio de Gaia Vanessa Silva 11                    | 18 : 24 (07 : 10)    | 15 : 21 (06 : 11)    | 33 : 45 |
| A.C. Loyx Patras Maria Chatziparasidou 10                       | Colégio de Gaia Vanessa Silva 11                    | 250 Zuschauer        | 200 Zuschauer        | 33 : 45 |
| Fram Reykjavík Marthe Sördal 15                                 | GAS Megas Alexandros Giannitson Eleni Anastasiou 13 | 14.11.2014 17:00 Uhr | 15.11.2014 16:00 Uhr | 79 : 32 |
| Fram Reykjavík Marthe Sördal 15                                 | GAS Megas Alexandros Giannitson Eleni Anastasiou 13 | 43 : 16 (25 : 07)    | 36 : 16 (21 : 08)    | 79 : 32 |
| Fram Reykjavík Marthe Sördal 15                                 | GAS Megas Alexandros Giannitson Eleni Anastasiou 13 | 142 Zuschauer        | 68 Zuschauer         | 79 : 32 |
| ŽRK Crvena Zvezda Vojislava Đorđević, Katarina Mančić je 14     | ABU Baku Marta Abbasova 12                          | 15.11.2014 20:15 Uhr | 16.11.2014 18:15 Uhr | 52 : 54 |
| ŽRK Crvena Zvezda Vojislava Đorđević, Katarina Mančić je 14     | ABU Baku Marta Abbasova 12                          | 29 : 31 (13 : 20)    | 23 : 23 (10 : 12)    | 52 : 54 |
| ŽRK Crvena Zvezda Vojislava Đorđević, Katarina Mančić je 14     | ABU Baku Marta Abbasova 12                          | 100 Zuschauer        | 150 Zuschauer        | 52 : 54 |
| Schuler Afbouwgroep DOS Roxanne Bovenberg 25                    | Union Mios Biganos-Bègles Chloé Bulleux 19          | 15.11.2014 19:30 Uhr | 23.11.2014 16:00 Uhr | 59 : 61 |
| Schuler Afbouwgroep DOS Roxanne Bovenberg 25                    | Union Mios Biganos-Bègles Chloé Bulleux 19          | 28 : 29 (13 : 12)    | 31 : 32 (14 : 13)    | 59 : 61 |
| Schuler Afbouwgroep DOS Roxanne Bovenberg 25                    | Union Mios Biganos-Bègles Chloé Bulleux 19          | 310 Zuschauer        | 400 Zuschauer        | 59 : 61 |
| Virto/Quintus Rianne Zonneveld, Anouk Zwinkels je 12            | HK Halytschanka Lwiw Lessja Smolinh 10              | 15.11.2014 19:00 Uhr | 22.11.2014 15:00 Uhr | 41 : 51 |
| Virto/Quintus Rianne Zonneveld, Anouk Zwinkels je 12            | HK Halytschanka Lwiw Lessja Smolinh 10              | 18 : 24 (10 : 13)    | 23 : 27 (12 : 13)    | 41 : 51 |
| Virto/Quintus Rianne Zonneveld, Anouk Zwinkels je 12            | HK Halytschanka Lwiw Lessja Smolinh 10              | 700 Zuschauer        | 550 Zuschauer        | 41 : 51 |
| JAC Alcanena Patrícia Rodrigues 16                              | ŽRK Goražde Sanja Katić 11                          | 15.11.2014 17:00 Uhr | 16.11.2014 17:00 Uhr | 78 : 40 |
| JAC Alcanena Patrícia Rodrigues 16                              | ŽRK Goražde Sanja Katić 11                          | 40 : 15 (18 : 09)    | 38 : 25 (21 : 10)    | 78 : 40 |
| JAC Alcanena Patrícia Rodrigues 16                              | ŽRK Goražde Sanja Katić 11                          | 400 Zuschauer        | 300 Zuschauer        | 78 : 40 |
| Horodnitschanka Hrodna Nataliya Kotsina 19                      | Izmir BSB SK Çagla Yılmaz 10                        | 15.11.2014 16:00 Uhr | 23.11.2014 17:00 Uhr | 66 : 43 |
| Horodnitschanka Hrodna Nataliya Kotsina 19                      | Izmir BSB SK Çagla Yılmaz 10                        | 36 : 23 (18 : 09)    | 30 : 20 (15 : 07)    | 66 : 43 |
| Horodnitschanka Hrodna Nataliya Kotsina 19                      | Izmir BSB SK Çagla Yılmaz 10                        | 300 Zuschauer        | 150 Zuschauer        | 66 : 43 |
| SPR Pogoń Baltica Szczecin Patrycja Noga, Katarzyna Duran je 10 | Helsingfors IFK Linda Cainberg 10                   | 15.11.2014 18:00 Uhr | 23.11.2014 16:00 Uhr | 74 : 38 |
| SPR Pogoń Baltica Szczecin Patrycja Noga, Katarzyna Duran je 10 | Helsingfors IFK Linda Cainberg 10                   | 40 : 21 (22 : 10)    | 34 : 17 (19 : 09)    | 74 : 38 |
| SPR Pogoń Baltica Szczecin Patrycja Noga, Katarzyna Duran je 10 | Helsingfors IFK Linda Cainberg 10                   | 3.300 Zuschauer      | 260 Zuschauer        | 74 : 38 |
| Amyntas Amyntaiou Cristina Elena Ciobanu 21                     | H.C. Holon Shira Vikrat, Yarden Bergman je 11       | 21.11.2014 20:30 Uhr | 23.11.2014 19:00 Uhr | 53 : 42 |
| Amyntas Amyntaiou Cristina Elena Ciobanu 21                     | H.C. Holon Shira Vikrat, Yarden Bergman je 11       | 28 : 21 (13 : 10)    | 25 : 21 (09 : 12)    | 53 : 42 |
| Amyntas Amyntaiou Cristina Elena Ciobanu 21                     | H.C. Holon Shira Vikrat, Yarden Bergman je 11       | 800 Zuschauer        | 1.000 Zuschauer      | 53 : 42 |
| DHC Sokol Poruba Alica Kostelná, Eva Mináriková je 11           | Juve Lis Ana Carolina Silva 11                      | 15.11.2014 16:30 Uhr | 16.11.2014 14:00 Uhr | 72 : 37 |
| DHC Sokol Poruba Alica Kostelná, Eva Mináriková je 11           | Juve Lis Ana Carolina Silva 11                      | 35 : 19 (16 : 11)    | 37 : 18 (17 : 10)    | 72 : 37 |
| DHC Sokol Poruba Alica Kostelná, Eva Mináriková je 11           | Juve Lis Ana Carolina Silva 11                      | 564 Zuschauer        | 342 Zuschauer        | 72 : 37 |
| DHB Rotweiss Thun Anne-Sofie Kleemann 9                         | Yellow Winterthur Jennifer Murer 11                 | 15.11.2014 18:30 Uhr | 22.11.2014 16:30 Uhr | 34 : 40 |
| DHB Rotweiss Thun Anne-Sofie Kleemann 9                         | Yellow Winterthur Jennifer Murer 11                 | 16 : 17 (10 : 09)    | 18 : 23 (10 : 11)    | 34 : 40 |
| DHB Rotweiss Thun Anne-Sofie Kleemann 9                         | Yellow Winterthur Jennifer Murer 11                 | 600 Zuschauer        | 230 Zuschauer        | 34 : 40 |
| KHF Kosova Lumnije Hyseni 11                                    | ŽRK Zelina Katarina Pavlović 16                     | 04.01.2015 16:00 Uhr | 05.01.2015 11:00 Uhr | 37 : 91 |
| KHF Kosova Lumnije Hyseni 11                                    | ŽRK Zelina Katarina Pavlović 16                     | 20 : 45 (10 : 22)    | 17 : 46 (07 : 23)    | 37 : 91 |
| KHF Kosova Lumnije Hyseni 11                                    | ŽRK Zelina Katarina Pavlović 16                     | 150 Zuschauer        | 50 Zuschauer         | 37 : 91 |
| ŽRK Trešnjevka Jelena Blažek 13                                 | ŽRK Knjaz Miloš Katarina Tomić 21                   | 23.11.2014 18:00 Uhr | 24.11.2014 14:30 Uhr | 47 : 54 |
| ŽRK Trešnjevka Jelena Blažek 13                                 | ŽRK Knjaz Miloš Katarina Tomić 21                   | 22 : 27 (12 : 13)    | 25 : 27 (16 : 10)    | 47 : 54 |
| ŽRK Trešnjevka Jelena Blažek 13                                 | ŽRK Knjaz Miloš Katarina Tomić 21                   | 1.400 Zuschauer      | 1.000 Zuschauer      | 47 : 54 |

## Achtelfinale
Im Achtelfinale nehmen die 15 Gewinner der 3. Runde und eine Mannschaft, die sich vorher in ihrem Landesverband für den Wettbewerb qualifiziert hatte, teil.

Die Auslosung des Achtelfinale fand am 25. November 2014 in Wien statt.

Die Hinspiele finden am 7. bis 8. Februar 2015 statt. Die Rückspiele finden am 14. bis 15. Februar 2015 statt.

### Qualifizierte Teams
| - ABU Baku - Union Mios Biganos-Bègles - HAC Handball - Amyntas Amyntaiou - Fram Reykjavík - ŽRK Zelina - SPR Pogoń Baltica Szczecin - JAC Alcanena | - Colégio de Gaia - Yellow Winterthur - ŽRK Knjaz Miloš - ŽRK Naisa Niš - DHC Sokol Poruba - Ardeşen GSK - HK Halytschanka Lwiw - Horodnitschanka Hrodna |

### Ausgeloste Spiele und Ergebnisse
| Mannschaft 1                               | Mannschaft 2                                                                  | Hinspiel             | Rückspiel            | Gesamt  |
| ------------------------------------------ | ----------------------------------------------------------------------------- | -------------------- | -------------------- | ------- |
| JAC Alcanena Neuza Valente 19              | SPR Pogoń Baltica Szczecin Agata Cebula 12                                    | 07.02.2015 17:00 Uhr | 08.02.2015 17:00 Uhr | 43 : 59 |
| JAC Alcanena Neuza Valente 19              | SPR Pogoń Baltica Szczecin Agata Cebula 12                                    | 22 : 33 (15 : 16)    | 21 : 26 (12 : 14-)   | 43 : 59 |
| JAC Alcanena Neuza Valente 19              | SPR Pogoń Baltica Szczecin Agata Cebula 12                                    | 500 Zuschauer        | 500 Zuschauer        | 43 : 59 |
| ABU Baku Olga Pogonina 15                  | ŽRK Knjaz Miloš Katarina Tomić 18                                             | 14.02.2015 18:00 Uhr | 15.02.2015 18:00 Uhr | 56 : 64 |
| ABU Baku Olga Pogonina 15                  | ŽRK Knjaz Miloš Katarina Tomić 18                                             | 28 : 37 (13 : 21)    | 28 : 27 (12 : 13)    | 56 : 64 |
| ABU Baku Olga Pogonina 15                  | ŽRK Knjaz Miloš Katarina Tomić 18                                             | 1.500 Zuschauer      | 1.000 Zuschauer      | 56 : 64 |
| ŽRK Naisa Niš Hristina Nedeljković 16      | Fram Reykjavík Marthe Sördal 10                                               | 14.02.2015 18:00 Uhr | 15.02.2015 18:00 Uhr | 50 : 49 |
| ŽRK Naisa Niš Hristina Nedeljković 16      | Fram Reykjavík Marthe Sördal 10                                               | 28 : 32 (14 : 14)    | 22 : 17 (11 : 09)    | 50 : 49 |
| ŽRK Naisa Niš Hristina Nedeljković 16      | Fram Reykjavík Marthe Sördal 10                                               | 1.000 Zuschauer      | 1.500 Zuschauer      | 50 : 49 |
| Ardeşen GSK Aslı İskit 17                  | ŽRK Zelina Lea Vukojević 13                                                   | 14.02.2015 17:00 Uhr | 15.02.2015 17:00 Uhr | 60 : 59 |
| Ardeşen GSK Aslı İskit 17                  | ŽRK Zelina Lea Vukojević 13                                                   | 32 : 29 (17 : 16)    | 28 : 30 (15 : 15)    | 60 : 59 |
| Ardeşen GSK Aslı İskit 17                  | ŽRK Zelina Lea Vukojević 13                                                   | 2.200 Zuschauer      | 2.300 Zuschauer      | 60 : 59 |
| Amyntas Amyntaiou Cristina Elena Ciobanu 6 | HK Halytschanka Lwiw Iryna Stelmach 12                                        | 07.02.2015 18:00 Uhr | 14.02.2015 18:00 Uhr | 27 : 62 |
| Amyntas Amyntaiou Cristina Elena Ciobanu 6 | HK Halytschanka Lwiw Iryna Stelmach 12                                        | 11 : 26 (07 : 13)    | 16 : 36 (07 : 17)    | 27 : 62 |
| Amyntas Amyntaiou Cristina Elena Ciobanu 6 | HK Halytschanka Lwiw Iryna Stelmach 12                                        | 800 Zuschauer        | 550 Zuschauer        | 27 : 62 |
| Yellow Winterthur Jennifer Murer 6         | Union Mios Biganos-Bègles Chloé Bulleux 15                                    | 06.02.2015 20:30 Uhr | 07.02.2015 20:30 Uhr | 34 : 62 |
| Yellow Winterthur Jennifer Murer 6         | Union Mios Biganos-Bègles Chloé Bulleux 15                                    | 18 : 34 (07 : 19)    | 16 : 28 (08 : 12)    | 34 : 62 |
| Yellow Winterthur Jennifer Murer 6         | Union Mios Biganos-Bègles Chloé Bulleux 15                                    | 400 Zuschauer        | 250 Zuschauer        | 34 : 62 |
| HAC Handball Laurisa Landre 10             | Horodnitschanka Hrodna Regina Kudrjawzewa 9                                   | 06.02.2015 20:30 Uhr | 08.02.2015 17:00 Uhr | 59 : 31 |
| HAC Handball Laurisa Landre 10             | Horodnitschanka Hrodna Regina Kudrjawzewa 9                                   | 27 : 18 (15 : 06)    | 32 : 13 (19 : 05)    | 59 : 31 |
| HAC Handball Laurisa Landre 10             | Horodnitschanka Hrodna Regina Kudrjawzewa 9                                   | 1.200 Zuschauer      | 600 Zuschauer        | 59 : 31 |
| Colégio de Gaia Fernanda Carvalho 13       | DHC Sokol Poruba Alžbeta Rechtorisová, Šárka Marčíková, Leona Šviráková je 12 | 07.02.2015 18:00 Uhr | 08.02.2015 18:00 Uhr | 53 : 55 |
| Colégio de Gaia Fernanda Carvalho 13       | DHC Sokol Poruba Alžbeta Rechtorisová, Šárka Marčíková, Leona Šviráková je 12 | 24 : 28 (13 : 14)    | 29 : 27 (18 : 11)    | 53 : 55 |
| Colégio de Gaia Fernanda Carvalho 13       | DHC Sokol Poruba Alžbeta Rechtorisová, Šárka Marčíková, Leona Šviráková je 12 | 200 Zuschauer        | 250 Zuschauer        | 53 : 55 |

## Viertelfinale
Im Viertelfinale nehmen die Gewinner der Achtelfinalpartien teil. Die Auslosung fand am 17. Februar 2015 in Wien statt.

### Qualifizierte Teams
| - DHC Sokol Poruba - HAC Handball - Union Mios Biganos-Bègles - SPR Pogoń Baltica Szczecin - ŽRK Knjaz Miloš - ŽRK Naisa Niš - Ardeşen GSK - HK Halytschanka Lwiw |

### Ausgeloste Spiele und Ergebnisse
| Mannschaft 1                                              | Mannschaft 2                               | Hinspiel             | Rückspiel            | Gesamt  |
| --------------------------------------------------------- | ------------------------------------------ | -------------------- | -------------------- | ------- |
| Ardeşen GSK Fatmagül Sakızcan 12                          | SPR Pogoń Baltica Szczecin Agata Cebula 9  | 14.03.2015 17:00 Uhr | 15.03.2015 17:00 Uhr | 57 : 59 |
| Ardeşen GSK Fatmagül Sakızcan 12                          | SPR Pogoń Baltica Szczecin Agata Cebula 9  | 31 : 28 (14 : 10)    | 26 : 31 (13 : 11)    | 57 : 59 |
| Ardeşen GSK Fatmagül Sakızcan 12                          | SPR Pogoń Baltica Szczecin Agata Cebula 9  | 2.600 Zuschauer      | 3.000 Zuschauer      | 57 : 59 |
| DHC Sokol Poruba Alica Kostelná 9                         | Union Mios Biganos-Bègles Alice Lévèque 11 | 07.03.2015 18:00 Uhr | 15.03.2015 17:00 Uhr | 46 : 55 |
| DHC Sokol Poruba Alica Kostelná 9                         | Union Mios Biganos-Bègles Alice Lévèque 11 | 24 : 31 (13 : 16)    | 22 : 24 (12 : 13)    | 46 : 55 |
| DHC Sokol Poruba Alica Kostelná 9                         | Union Mios Biganos-Bègles Alice Lévèque 11 | 657 Zuschauer        | 500 Zuschauer        | 46 : 55 |
| ŽRK Knjaz Miloš Katarina Tomić, Timea Rabata je 10        | HAC Handball Jessica Alonso 12             | 07.03.2015 18:00 Uhr | 15.03.2015 17:00 Uhr | 49 : 59 |
| ŽRK Knjaz Miloš Katarina Tomić, Timea Rabata je 10        | HAC Handball Jessica Alonso 12             | 25 : 33 (12 : 20)    | 24 : 26 (12 : 12)    | 49 : 59 |
| ŽRK Knjaz Miloš Katarina Tomić, Timea Rabata je 10        | HAC Handball Jessica Alonso 12             | 1.500 Zuschauer      | 1.000 Zuschauer      | 49 : 59 |
| ŽRK Naisa Niš Hristina Nedeljković, Marija Petrović je 10 | HK Halytschanka Lwiw Iryna Stelmach 14     | 14.03.2015 15:00 Uhr | 15.03.2015 15:00 Uhr | 42 : 55 |
| ŽRK Naisa Niš Hristina Nedeljković, Marija Petrović je 10 | HK Halytschanka Lwiw Iryna Stelmach 14     | 22 : 28 (13 : 15)    | 20 : 27 (11 : 14)    | 42 : 55 |
| ŽRK Naisa Niš Hristina Nedeljković, Marija Petrović je 10 | HK Halytschanka Lwiw Iryna Stelmach 14     | 750 Zuschauer        | 750 Zuschauer        | 42 : 55 |

## Halbfinale
Im Halbfinale nehmen die Gewinner des Viertelfinale teil. Die Auslosung des Viertelfinale fand am 17. Februar 2015 in Wien statt. Die Hinspiele finden am 4. April 2015 statt. Die Rückspiele finden am 10.–11. April 2015 statt.

### Ausgeloste Spiele und Ergebnisse
| Mannschaft 1                                     | Mannschaft 2                                             | Hinspiel             | Rückspiel            | Gesamt  |
| ------------------------------------------------ | -------------------------------------------------------- | -------------------- | -------------------- | ------- |
| SPR Pogoń Baltica Szczecin Małgorzata Stasiak 12 | HK Halytschanka Lwiw Iryna Stelmach 13                   | 04.04.2015 18:00 Uhr | 11.04.2015 13:00 Uhr | 54 : 49 |
| SPR Pogoń Baltica Szczecin Małgorzata Stasiak 12 | HK Halytschanka Lwiw Iryna Stelmach 13                   | 29 : 28 (13 : 13)    | 25 : 21 (14 : 13)    | 54 : 49 |
| SPR Pogoń Baltica Szczecin Małgorzata Stasiak 12 | HK Halytschanka Lwiw Iryna Stelmach 13                   | 500 Zuschauer        | 750 Zuschauer        | 54 : 49 |
| Union Mios Biganos-Bègles Chloé Bulleux 13       | HAC Handball Do Espirito Ferreira Ana Miriam De Sousa 12 | 04.04.2015 18:30 Uhr | 10.04.2015 20:30 Uhr | 59 : 54 |
| Union Mios Biganos-Bègles Chloé Bulleux 13       | HAC Handball Do Espirito Ferreira Ana Miriam De Sousa 12 | 21 : 28 (08 : 15)    | 38 : 26 (17 : 13)    | 59 : 54 |
| Union Mios Biganos-Bègles Chloé Bulleux 13       | HAC Handball Do Espirito Ferreira Ana Miriam De Sousa 12 | 600 Zuschauer        | 800 Zuschauer        | 59 : 54 |

## Finale
Es nahmen die zwei Sieger aus dem Halbfinale teil. Das Hinspiel fand am 3. Mai 2015 statt. Das Rückspiel fand am 10. Mai 2015 statt.

### Ausgeloste Spiele und Ergebnisse
| Mannschaft 1               | Mannschaft 2              | Hinspiel           | Rückspiel          | Gesamt  |
| -------------------------- | ------------------------- | ------------------ | ------------------ | ------- |
| SPR Pogoń Baltica Szczecin | Union Mios Biganos-Bègles | 03.05.15 20:00 Uhr | 10.05.15 17:30 Uhr | 44 : 49 |
| SPR Pogoń Baltica Szczecin | Union Mios Biganos-Bègles | 20 : 21 (07 : 10)  | 24 : 28 (12 : 18)  | 44 : 49 |

### Hinspiel
SPR Pogoń Baltica Szczecin - Union Mios Biganos-Bègles  20 : 21 (07 : 10)
3. Mai 2015 in Szczecin, Arena Szczecin, 2.500 Zuschauer.
SPR Pogoń Baltica Szczecin: Płaczek, Szywierska – Cebula (4), Stasiak   (4), Stachowska  (3), Sabała  (2), Yashchuk (2), Zawistowska (2), Zimny  (2), Huczko (1), Głowińska, Jurczyk, Kochaniak, Koprowska, Królikowska , Noga 
Union Mios Biganos-Bègles: Lavaud, Foggea – Maubon  (4), Deville   (3), Durand (3), González  (3), Lévêque  (3), Bulleux   (2), Alberto  (1), Andreassen (1), Borg-Korfanty (1), Bitonti, Lachaud , Sagna
Schiedsrichter:  Viktorija Kijauskaitė und Aušra Žalienė
Quelle: Spielbericht

### Rückspiel
Union Mios Biganos-Bègles - SPR Pogoń Baltica Szczecin  28 : 24 (18 : 12)
10. Mai 2015 in Bordeaux, Salle Jean Dauguet, 2.000 Zuschauer.
Union Mios Biganos-Bègles: Lavaud, Foggea – Lachaud   (6), Maubon (5), Bulleux   (4), Alberto  (3), Borg-Korfanty (3), González (3), Lévêque    (3), Andreassen (1), Bitonti, Derrien, Deville, Durand, Lorrillard, Sagna 
SPR Pogoń Baltica Szczecin: Płaczek, Szywierska – Noga (4), Stasiak   (4), Koprowska  (3), Głowińska (2), Królikowska  (2), Zawistowska (2), Zimny  (2), Cebula  (1), Huczko  (1), Sabała (1), Stachowska  (1), Yashchuk (1), Jurczyk, Kochaniak
Schiedsrichter:  Cristina Năstase und Simona Raluca Stancu
Quelle: Spielbericht

## Statistiken

### Torschützenliste
Die Torschützenliste zeigt die drei besten Torschützinnen des EHF Challenge Cups der Frauen 2014/15.
Zu sehen sind die Nation der Spielerin, der Name, die Position, der Verein, die gespielten Spiele, die Tore und die Ø-Tore.
| Pl. | Nation     | Spieler        | Pos. | Verein                    | Sp. | Tore | Ø    |
| --- | ---------- | -------------- | ---- | ------------------------- | --- | ---- | ---- |
| 1.  | Frankreich | Chloé Bulleux  | (RA) | Union Mios Biganos-Bègles | 10  | 58   | 5,80 |
| 2.  | Serbien    | Katarina Tomić | (RL) | ŽRK Knjaz Miloš           | 6   | 49   | 8,17 |
| 3.  | Turkei     | Aslı İskit     | (RL) | Ardeşen GSK               | 5   | 47   | 9,40 |
| 3.  | Ukraine    | Iryna Stelmach | (LA) | HK Halytschanka Lwiw      | 8   | 47   | 5,88 |